# Pietro Lancia
Pietro Lancia (XIII secolo – 1335) è stato un politico italiano del XIV secolo.
Fu secondo conte di Caltanissetta, signore di Delia, Naro e Sambuca.

## Biografia
Figlio di Manfredi Lanza, nel 1299 succedette allo zio Corrado, morto in quell'anno, nella guida dei suoi feudi, poiché il cugino Federico fu nominato Viceré da re Manfredi di Sicilia. Sposatosi con una Alagona, da costei ebbe due figlie, Eleonora e Cesarea.
Fu uno dei più ricchi feudatari di Sicilia, con un patrimonio il cui reddito fu di oltre 1000 onze annuali, che gli provenivano dalle terre di Caltanissetta e Naro. 
Non avendo avuto Pietro eredi maschi, alla sua morte i Lancia persero la contea nissena che passò al duca Giovanni di Randazzo, genero di Pietro dacché nel 1324 ne aveva sposato la figlia Cesarea, mentre la signoria sulle terre di Delia, Naro e Sambuca passò all'altro genero Artale II Alagona, sposo di Eleonora.